# Ghost (software)

## Ghost (Software)
Ghost es un programa para la clonación de discos vendido  por Symantec. Originalmente desarrollado por Murray Haszard en 1995 para la empresa Binary Research, la tecnología fue adquirida en 1998 por Symantec. El nombre GHOST es el acrónimo de "General Hardware-Oriented System Transfer" (Sistema de Transferencia Orientado al  Hardware General).

### Historia del Ghost (Software)
Binary Research desarrollo Ghost en Auckland, Nueva Zelanda. Después de la adquisición por parte de Symantec unas pocas funciones (como traducción a otros idiomas) fueron realizadas en otro lugar, pero el desarrollo principal permaneció en Auckland hasta octubre de 2009, para ser trasladado a la India.

### PowerQuest
A finales del 2003, Symantec adquirió a su más grande competidor, PowerQuest. El 2 de agosto de 2004 Norton Ghost 9.0 fue lanzado como una nueva versión de Ghost, el cual estaba basado en la versión 7 de PowerQuest Drive Image, y permitía crear imágenes de disco de un sistema Windows en funcionamiento. Ghost 9 continuo manteniendo el  formato de imagen de PowerQuest, lo que significaba que no era retro compatible con las versiones previas de Ghost, sin embargo una versión de Ghost 8 era incluida en el disco de recuperación de Ghost 9 para dar soporte a las imágenes creadas por los sistemas anteriores, a partir de la v.15 en 2009 este programa se desechó.

### PhantomX
El proyecto interno denominado Phantom significaba una completa reescritura del motor de creación de imágenes de Ghost y este era desarrollado por Symantec en Auckland. El proyecto Phantom duró cerca de 3 años en paralelo con el desarrollo del código de Ghost. Algunas partes del código del Proyecto Phantom, como la habilidad de escribir en particiones NTFS desde MS-DOS, fueron agregadas al producto. Symantec lanzó un prototipo de Phantom como Ghost para manufactura en 2003. 
Paralelamente se ha seguido actualizando el programa Ghost clásico, que nada tiene que ver con el basado en PowerQuest y se encuadra en Symantec Ghost Solution Suite con el nombre Symantec Ghost. Estando actualizado a fecha de 2016. 
https://web.archive.org/web/20160125224550/http://buy.symantec.com/estore/clp/productdetails/pk/ghost-solution-suite

### Descontinuacion
según la página de soporte de norton, el 30 de abril del 2013, la empresa creadora de ghost, symantec, descontinuó este producto, según la empresa no se recomienda su uso a partir de windows 8, ya que puede generar imágenes incompletas y generar problemas con la licencia, más información en la nota de su página oficial:
https://community.norton.com/en/forums/norton-ghost-has-been-discontinued

Como este producto ya no siguió recibiendo mejoras, Hiren's boot eliminó ghost en su última versión (aunque se puede usar en las versiones modificadas de este, como la versión restored del Hiren's boot).
- Datos: Q1058586